# استان لوکا
استان لوکا (به ایتالیایی: Provincia di Lucca) به مرکزیت شهر لوکا یکی از استان‌های ناحیهٔ توسکانی در مرکز ایتالیاست که ۱٬۷۷۳ کیلومتر مربع مساحت داشته و با استان‌های ماسا و کارارا در غرب، مودنا و رجو امیلیا (واقع در ناحیهٔ امیلیا رومانا) در شمال، پیستویا و فلورانس در شرق و پیزا در جنوب هم‌مرز است. همچنین دریای لیگوریا در غرب این استان قرار دارد.

## کمونه‌های مهم
استان لوکا دارای  ۳۵ کُمونه یا شهرستان است و جمعیت کل آن در سرشماری ۳۱ ژوئیهٔ ۲۰۱۰ برابر با ۳۹۳٫۳۶۳ نفر بود. مهمترین کمونه‌های استان به شرح زیر است:
| ردیف | کمونه      | جمعیت  |
| ---- | ---------- | ------ |
| ۱    | لوکا       | ۸۴٫۵۹۸ |
| ۲    | ویارجو     | ۶۴٫۲۲۹ |
| ۳    | کاپانوری   | ۴۵٫۷۸۹ |
| ۴    | کامایوره   | ۳۲٫۲۹۶ |
| ۵    | پیتراسانتا | ۲۴٫۸۱۵ |
| ۶    | ماساروزا   | ۲۲٫۹۱۰ |
| ۷    | سِراوتزا    | ۱۳٫۴۶۰ |
| ۸    | بارگا      | ۱۰٫۱۸۶ |